# Shwe-Inn-Bin-Kloster

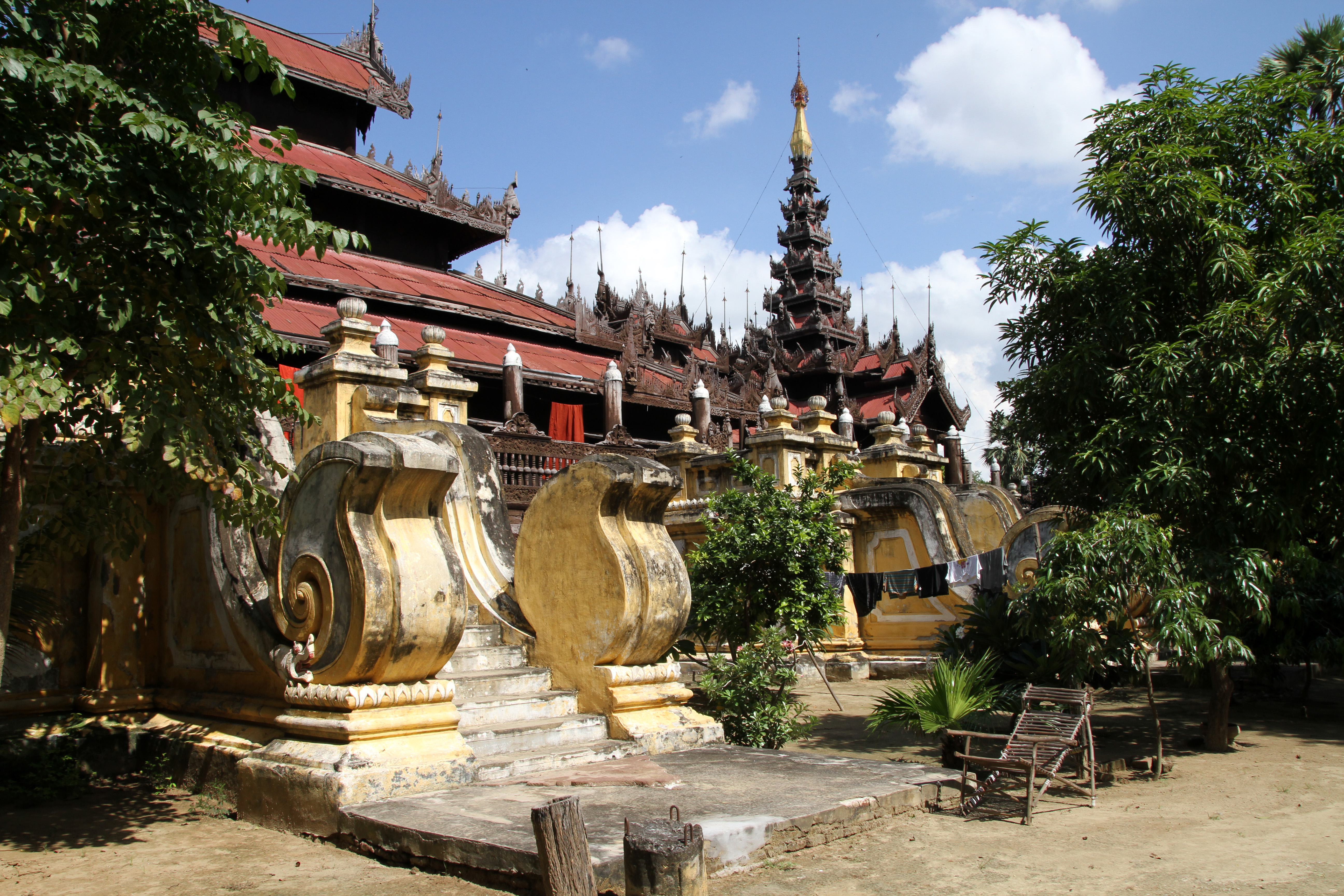
Shwe-Inn-Bin-Kloster

Das Shwe-Inn-Bin-Kloster (birmanisch ရွှေအင်ပင်ကျောင်း) ist ein buddhistisches Kloster in Mandalay in Myanmar.

## Beschreibung
Das Kloster wurde 1895 von chinesischen Kaufleuten gestiftet. Es steht auf einem imposanten Säulenwald aus Teakholz-Stämmen und ist, wie das Shwenandaw-Kloster, mit Schnitzereien aus Teakholz verziert. Die Haupthalle besitzt ein dreistufiges Pagodendach, der anschließende Pavillon ist mit einer fünfstufigen Pagode samt Hti gekrönt.
Eine mit Drachen- und Schlangensymbolen versehene steinerne Treppe führt auf eine umlaufende Veranda. Im Innern finden sich weitere Schnitzereien aus Teakholz und ein vergoldeter Buddha-Altar.

## Galerie

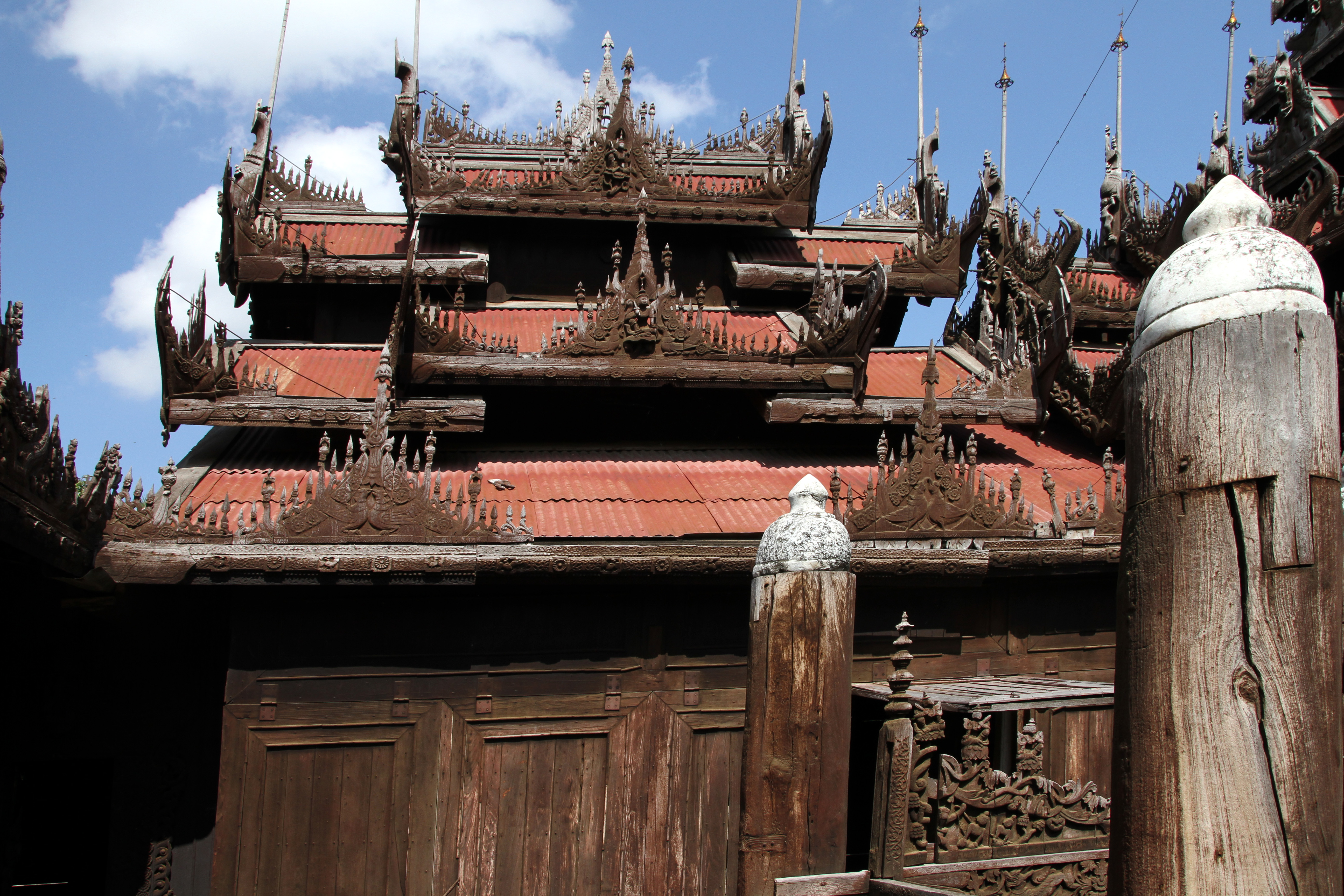
Dächer der Halle
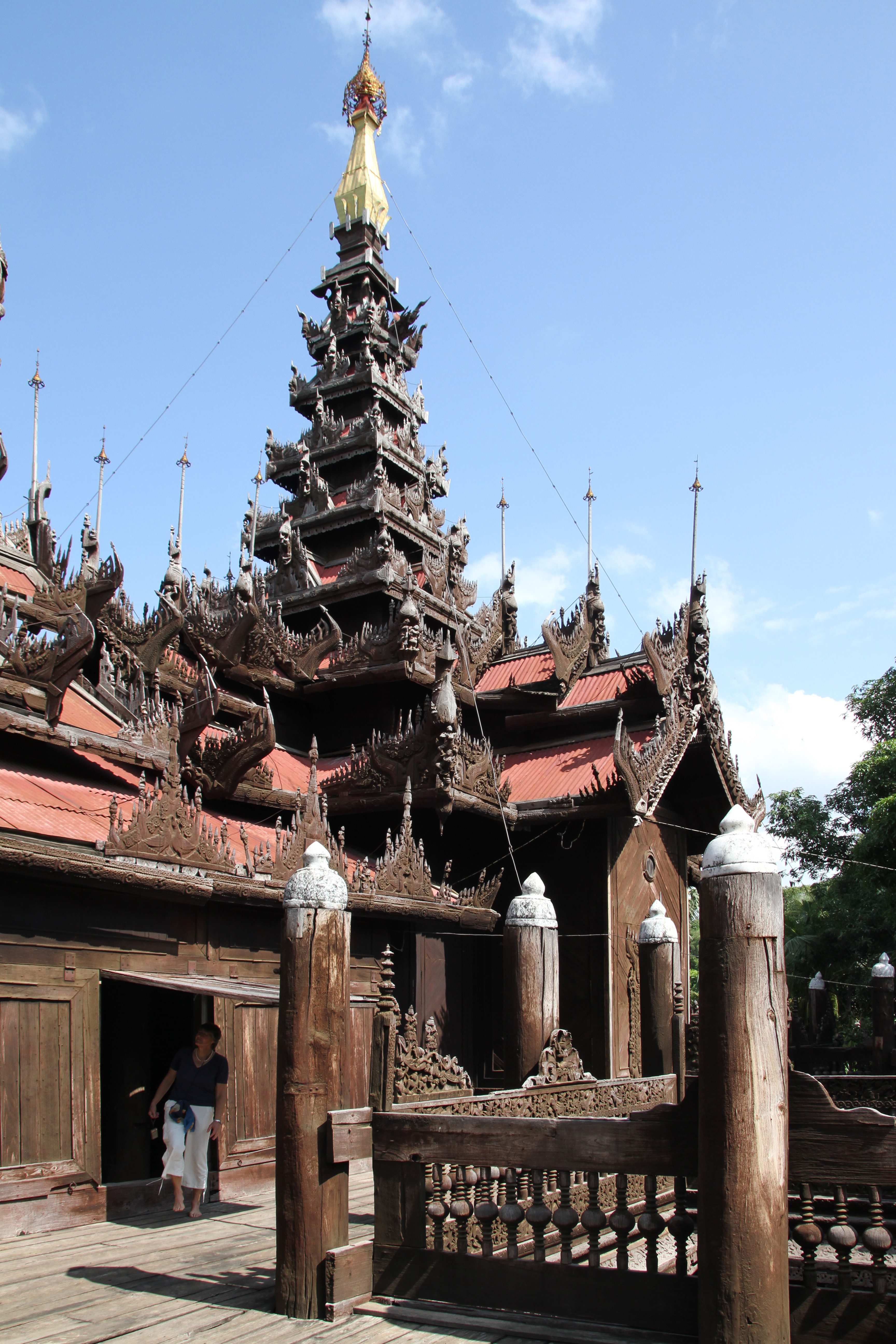
Pagode
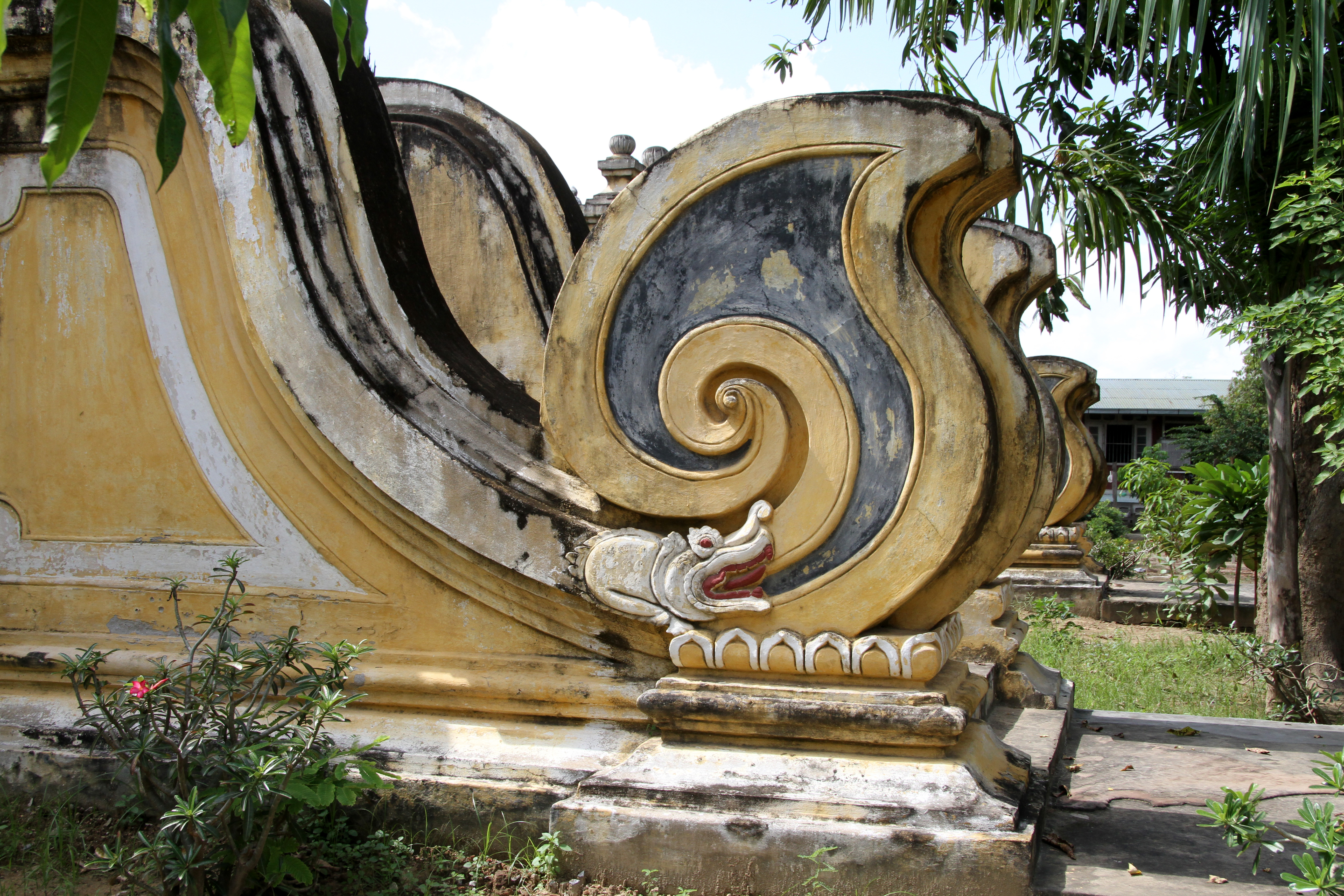
Steinerne Treppe
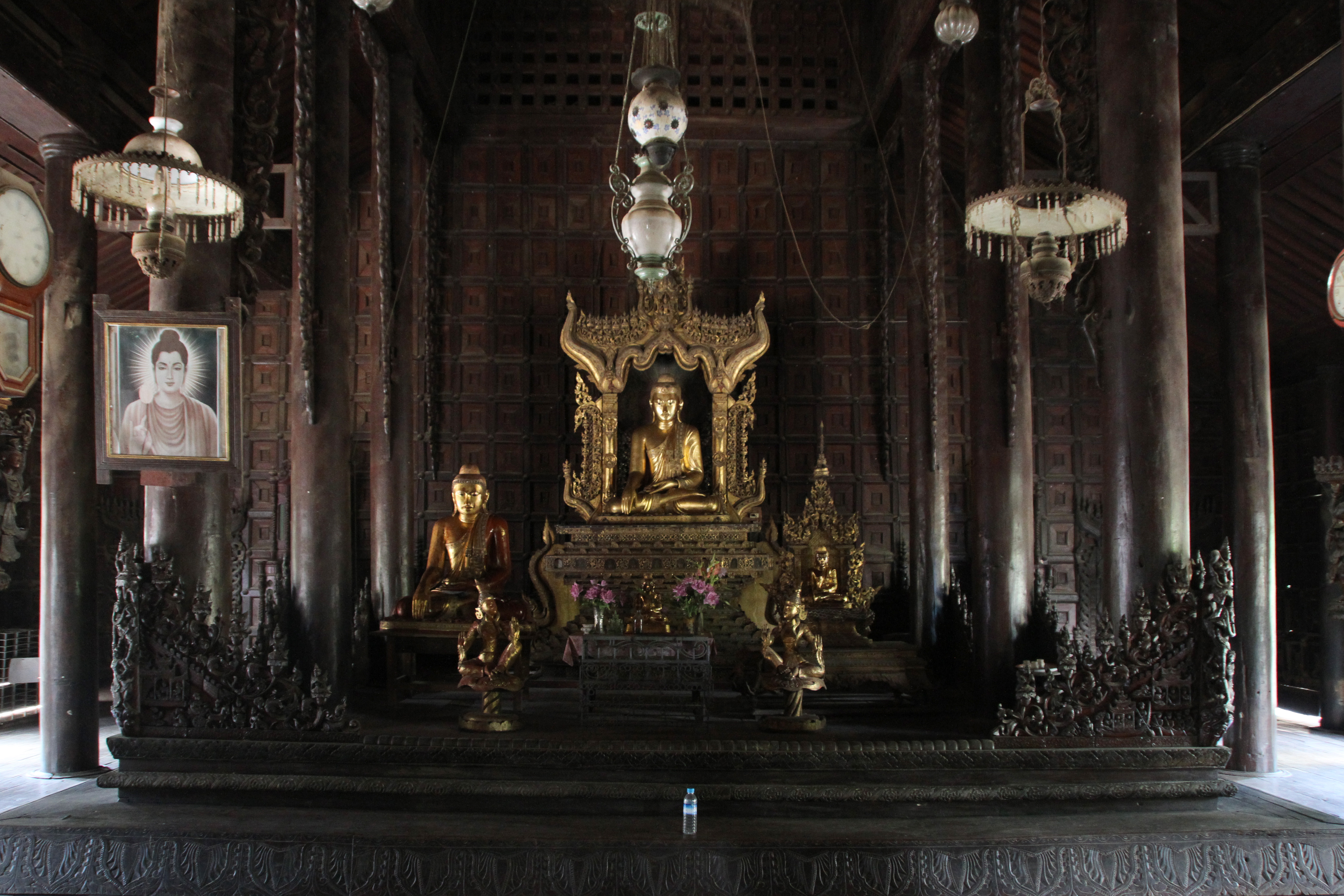
Buddha-Altar
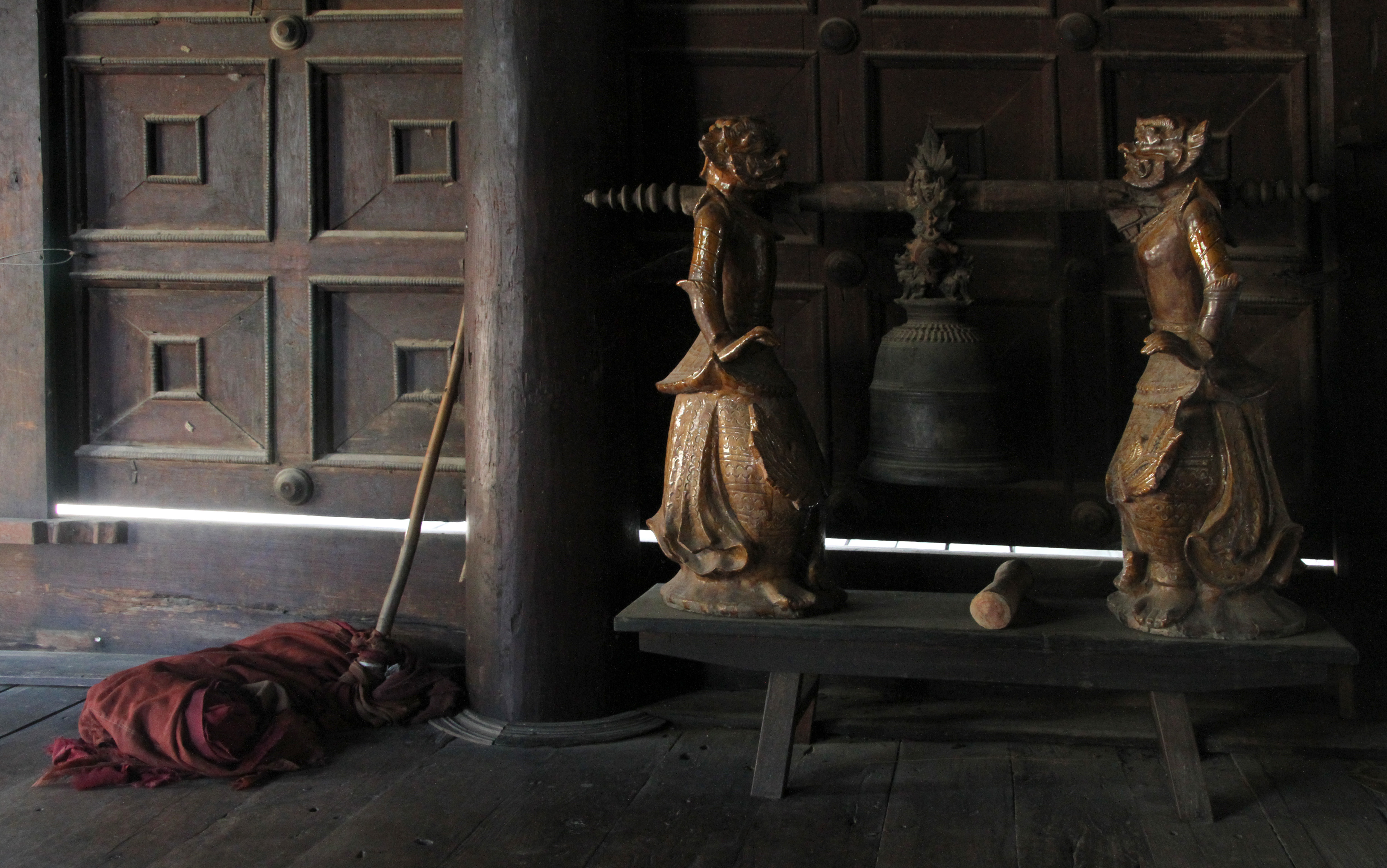
Tempelglocke
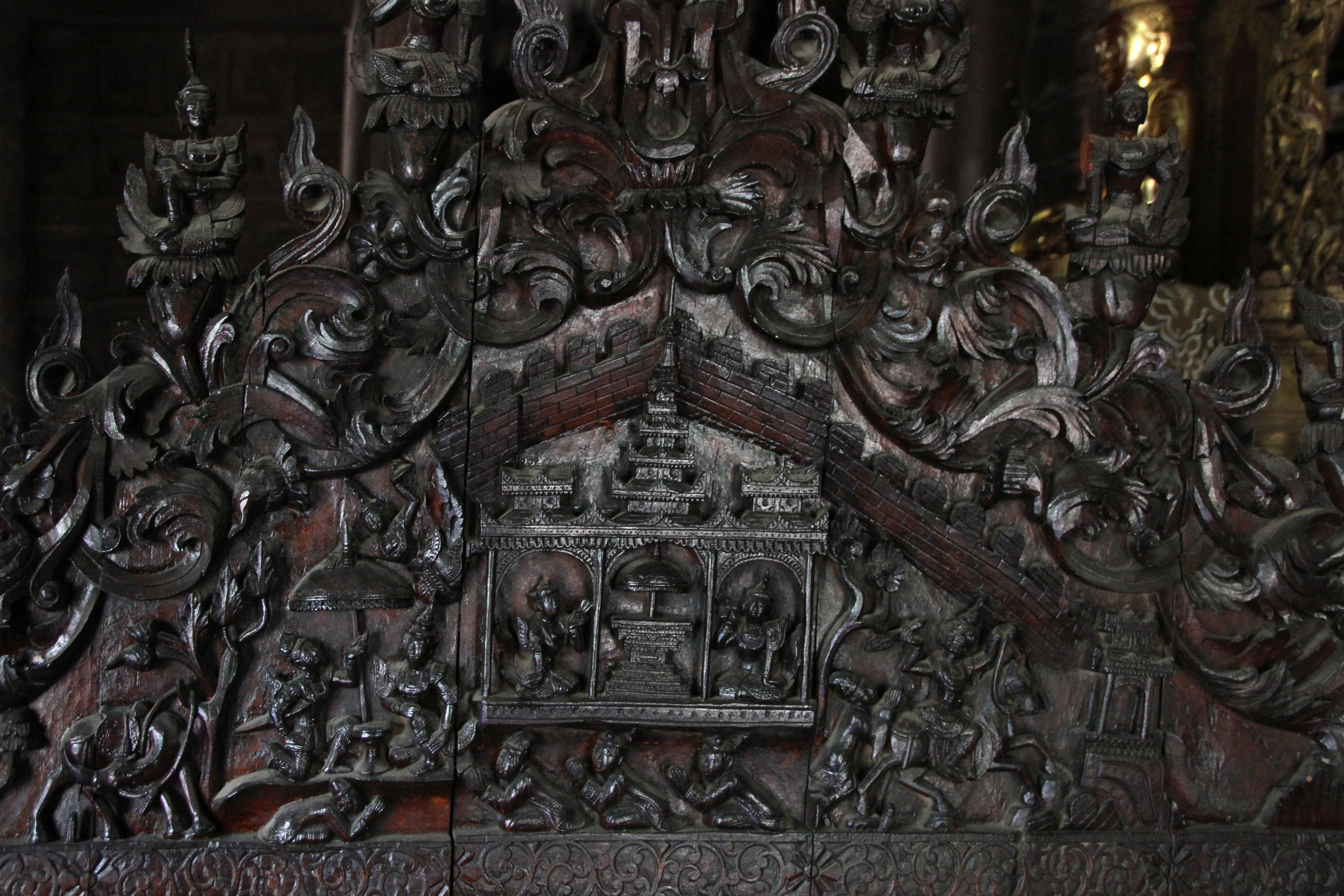
Schnitzerei
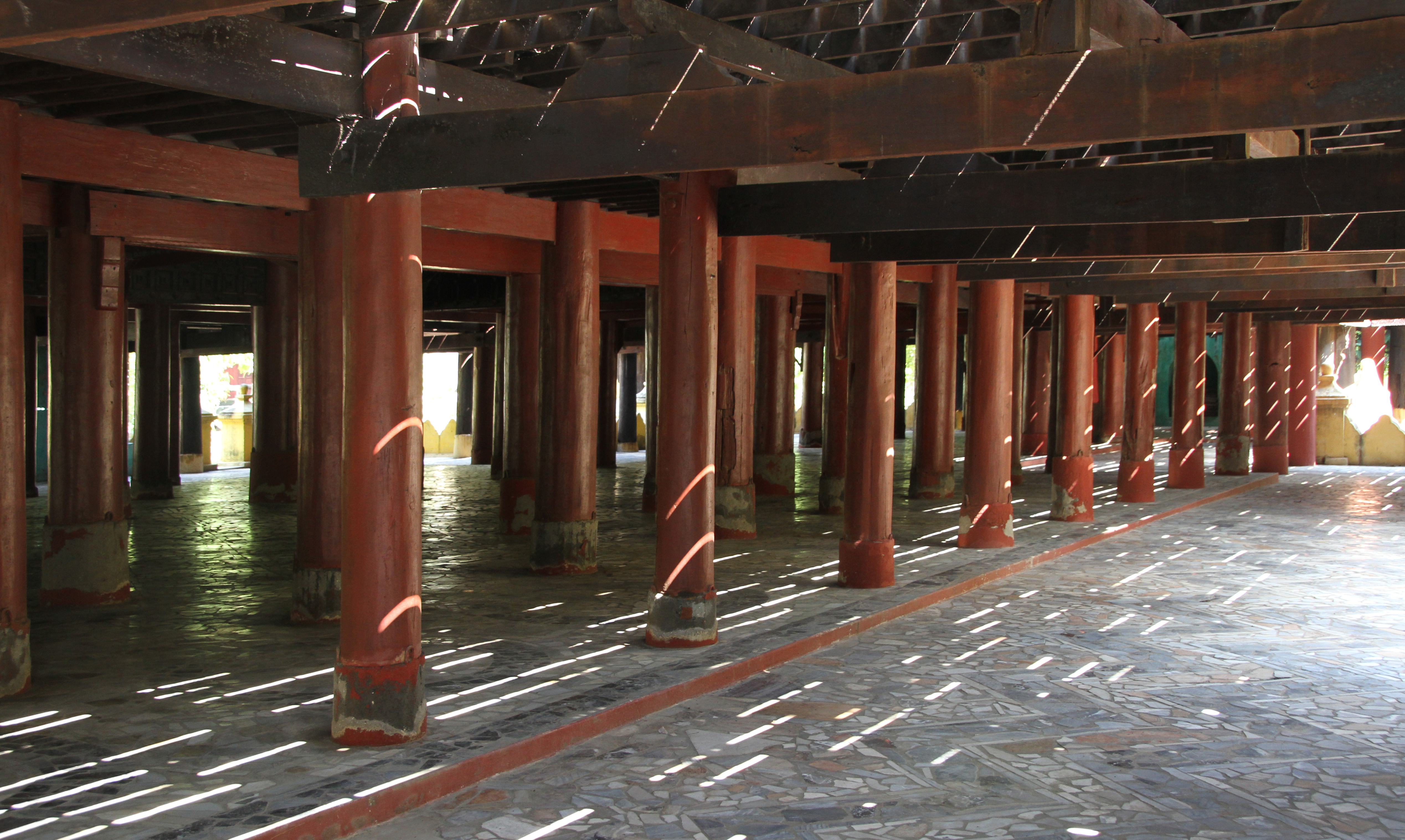
Erdgeschoss
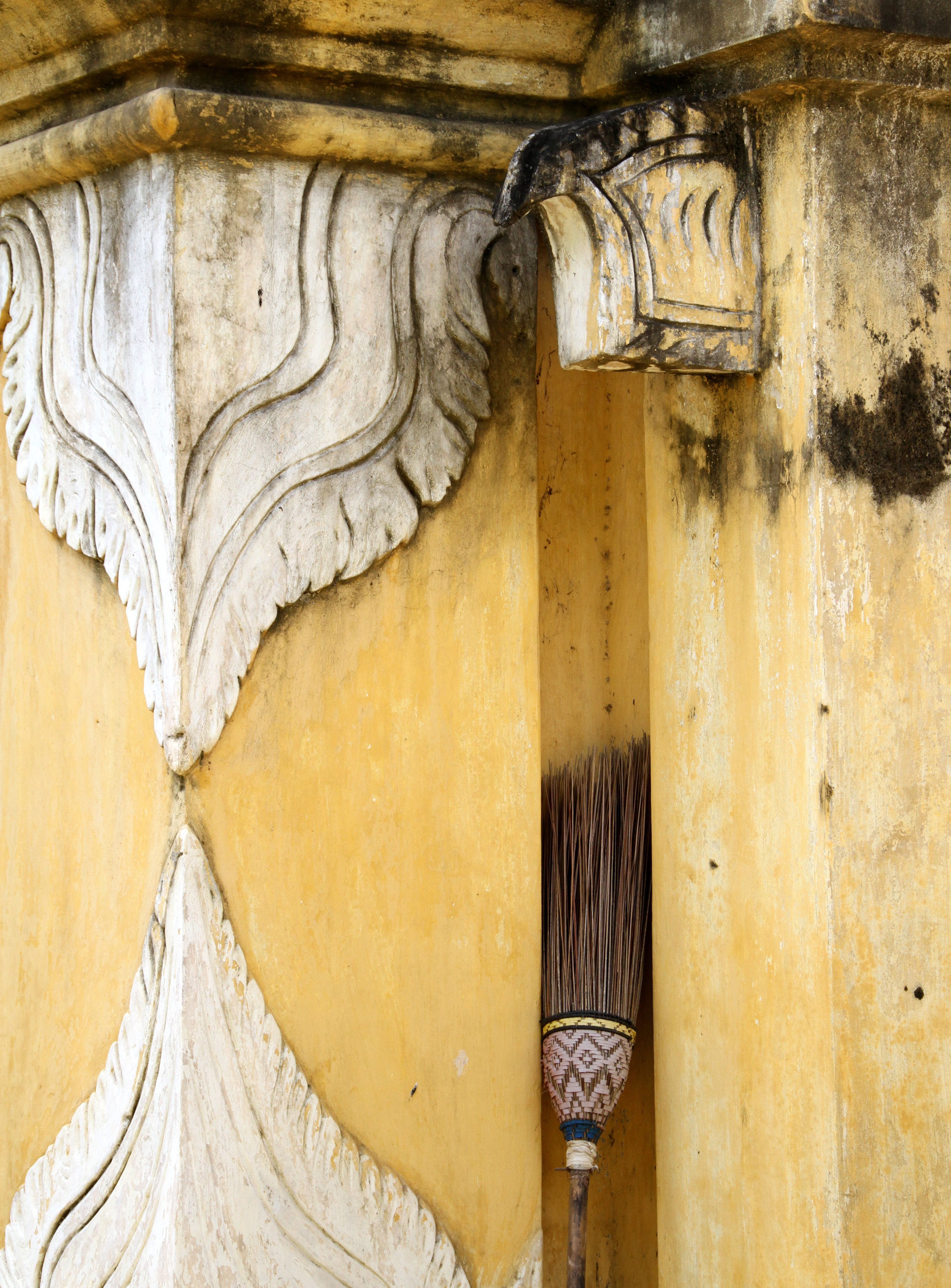
Stuck